# Crime Story (televisieserie)
Crime Story is een Amerikaanse politieserie die oorspronkelijk door NBC werd uitgezonden van 1986 tot 1988. De serie werd bedacht door Gustave Reininger en Chuck Adamson. Michael Mann was executive producer en drukte zo zijn stempel op de serie. De hoofdrollen werden vertolkt door Dennis Farina en Anthony Denison.
Crime Story bestaat uit twee seizoenen die voorafgegaan werden door een gelijknamige televisiefilm, die beschouwd kan worden als de pilot van de serie.
De serie werd genomineerd voor drie Emmy Awards.

## Verhaal
Het is 1963 wanneer politieagent Mike Torello de gangster Ray Luca op de hielen zit. Beiden proberen ze elkaar uit de weg te ruimen. Wanneer Ray Luca zich in de Chicago Outfit heeft opgewerkt, verhuist hij naar Las Vegas waar hij de controle krijgt over enkele casino's. Torello, die deel uitmaakt van een speciale politieafdeling in de strijd tegen misdaad, volgt de gangster naar Las Vegas.

## Rolverdeling
- Dennis Farina - Lt. Mike Torello
- Anthony Denison - Ray Luca
- John Santucci - Pauli Taglia
- Stephen Lang - David Abrams
- Bill Smitrovich - Sgt. Danny Krychek
- Bill Campbell - Det. Joey Indelli
- Paul Butler - Det. Walter Clemmons
- Steve Ryan - Det. Nate Grossman
- Ted Levine - Frank Holman
- Andrew Dice Clay - Max Goldman
- Jon Polito - Phil Bartoli
- Joseph Wiseman - Manny Weisbord
- Darlanne Fluegel - Julie Torello
- Jay O. Sanders - Steven Kordo

## Productie
Michael Mann kreeg midden jaren 80 van NBC de creatieve vrijheid om een nieuwe televisieserie te maken. Dit had hij te danken aan het succes van de serie Miami Vice (1984–1990). Mann wou zien hoe de levens van enkele misdaadbestrijders veranderen doordat ze plots in een andere stad en in andere omstandigheden te werk moeten gaan. Hij baseerde zich voor de serie op de ervaring van gewezen politieagent Chuck Adamson en de NBC-serie Police Story (1985). Op vraag van Mann schreef Adamson samen met Gustave Reininger een pilot. Reiniger deed research voor Crime Story en kwam zo in contact met undercoveragenten, die hem vervolgens meenamen naar geheime ontmoetingen met gevaarlijke figuren uit het misdaadmilieu. Reiniger droeg tijdens zo'n ontmoeting eens afluisterapparatuur, maar besloot zijn research te stoppen nadat hij de plaats delict van een brutale maffiamoord had bezocht.
De serie zou zich oorspronkelijk afspelen van 1963 tot 1980. De personages zouden in de serie een evolutie ondergaan en de grote verhaallijn zou verspreid worden over de volledige serie. Crime Story werd niet benaderd als serie, maar als een film die meer dan 20 uur duurde. Dat idee kregen Mann en Reiniger na het zien van Berlin Alexanderplatz van Rainer Werner Fassbinder. In eerste instantie dacht Mann dat de serie een vijftal seizoenen zou meegaan. Het werden er uiteindelijk twee, voornamelijk om budgettaire redenen.
Brandon Tartikoff, het toenmalig hoofd van NBC, gaf de toestemming voor een filmversie van Crime Story. Vervolgens liet hij 22 afleveringen maken. In die afleveringen kregen de personages en de verhaallijn van Adamson en Reiniger de kans om verder verkend te worden. Het budget liep snel op, want een aflevering kostte meer dan $ 1 miljoen. Dit was vooral te wijten aan de uitgebreide filmploeg, de opnames die op locatie plaatsvonden en het feit dat de serie zich in de jaren 60 afspeelde.
Toen Crime Story in de Verenigde Staten voor het eerst werd uitgezonden, waren de kijkcijfers niet overweldigend. Nochtans werd de serie meteen uitgezonden na het kijkcijferkanon Miami Vice. TIME Magazine noemde de serie een van de meest realistische politieseries ooit en rekende Crime Story later tot de beste series uit de jaren 80.

## Einde seizoen 1
Toen de makers van Crime Story het einde van het eerste seizoen schreven, wisten ze niet of er nog een vervolg kwam. Daarom besloten ze het eerste seizoen te laten eindigen met een grote ontploffing. De gangsters Ray Luca en Pauli Taglia moeten onderduiken want Torello heeft hen bijna te pakken. De twee verstoppen zich in een schuur in de woestijn van Nevada. De plaats waar ze zich bevinden, wordt echter gebruikt voor het testen van kernwapens. Vervolgens ontploft er een atoombom en eindigt het seizoen.
De kijkers wisten dus niet of Luca en Taglia nog leefden of niet. Dat kwam overeen met hoe de makers zich voelden, want zij wisten niet of de serie nog leefde of niet. De komische serie Sledge Hammer! (1986–1998) werd in dezelfde periode uitgezonden als Crime Story en beëindigde zijn eerste seizoen eveneens met een grote explosie.

## Invloed
Crime Story wordt samen met de gelijkaardige serie Wiseguy (1987–1990) beschouwd als een van de eerste televisieseries waarin de verhaallijn verdeeld wordt over alle afleveringen van een seizoen. Dat betekent dat elke aflevering verderbouwt op de vorige en dus niet telkens met een nieuw verhaal begint. Dit beïnvloedde latere series als onder meer 24 (2001–2010) en The Sopranos (1999–2007).

## Nominaties

### Emmy Awards
1987
Outstanding Cinematography for a Series - James A. Contner
Outstanding Achievement in Hairstyling for a Series - Bunny Parker
1988
Outstanding Achievement in Hairstyling for a Series - Bunny Parker

## Bekende gastacteurs
| - David Caruso - Julia Roberts - Kevin Spacey - Ving Rhames - Christian Slater - Pam Grier - Stanley Tucci - David Soul - Dennis Haysbert | - David Hyde Pierce - Lili Taylor - Michael Rooker - Paul Guilfoyle - Deborah Harry - Gary Sinise - Miles Davis - Dexter Gordon |

## Trivia
- Een van de aliens uit de sciencefictionminiserie Something Is Out There (1988) keek naar Crime Story.